# Žgur
Žgur je priimek več znanih Slovencev:
- Adela Žgur (1909—1992), germanistka, prevajalka
- Anton Žgur (1845—1908), rimskokatoliški duhovnik, nabožni pisec
- Darja Žgur-Bertok (*1954), mikrobiologinja, molekularna genetičarka, univ. prof.
- Dečo Žgur (*1938), glasbeni producent, skladatelj, aranžer zabavne glasbe
- Fran Žgur (1866—1939), pesnik, prevajalec
- Matija Žgur, pravnik
- Mirko Žgur (1912—1983), pravnik, diplomat ...
- Nada Žgur (*1952), pevka, pedagoginja
- Rudolf Žgur (1916—1986), rimskokatoliški duhovnik in kulturni delavec
- Sanja Žgur, restavratorka, slikarka